# Complesso universitario dello Spirito Santo

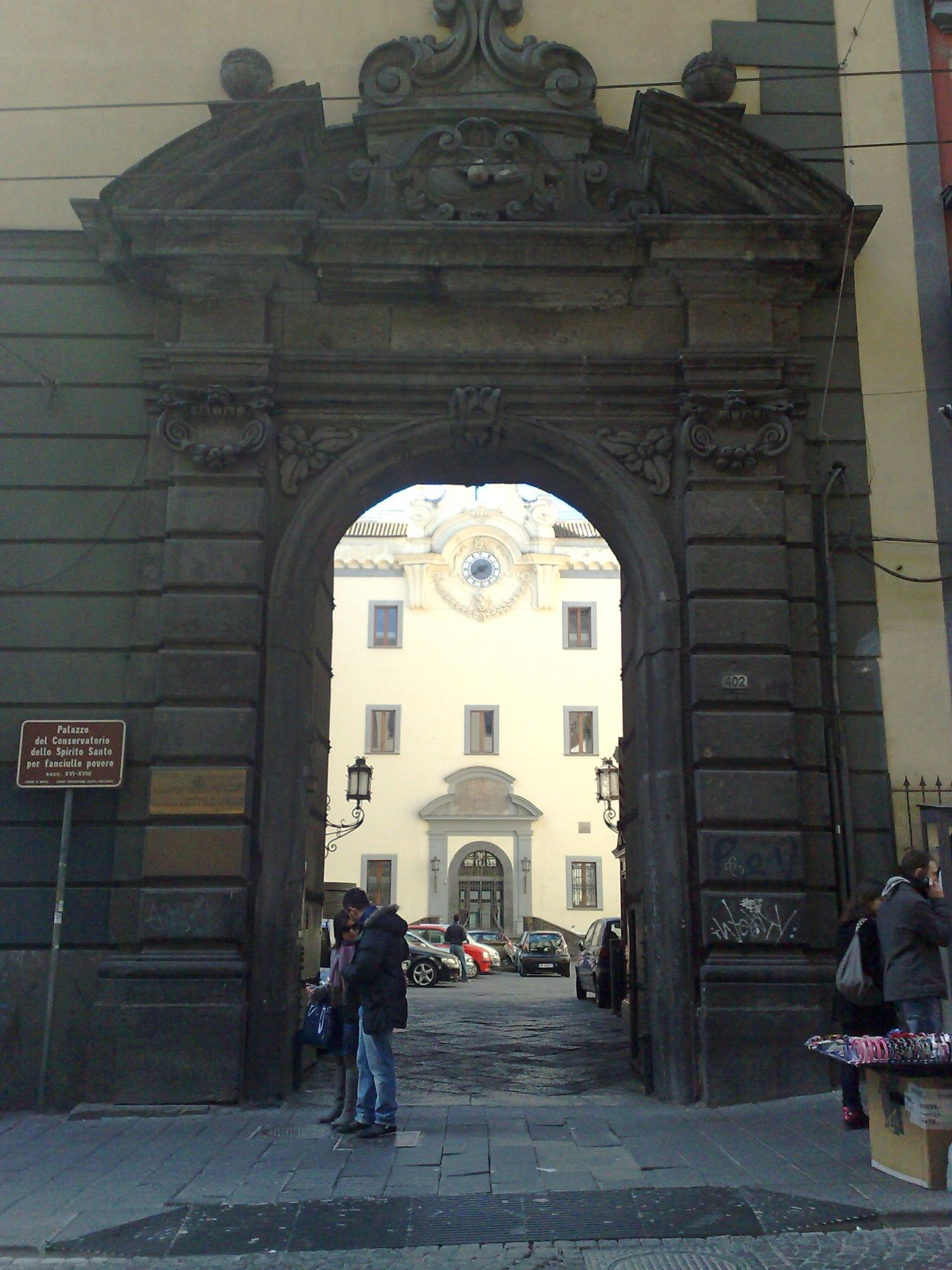
Il portale

Il complesso universitario dello Spirito Santo è un edificio di Napoli situato lungo via Toledo, nel quartiere Montecalvario. Attualmente ospita una sezione distaccata della Facoltà di architettura dell'Ateneo Federico II. 
Costruito a metà del XVI secolo per ospitare le fanciulle povere, venne più volte rimaneggiato. Nel 1590 vi fu istituita una cassa depositi e nel 1629 una cassa dei pegni.
In stile barocco sono il portale monumentale e la parte prospiciente sul cortile; il resto venne ricostruito nel 1960 da Marcello Canino.
Un tempo l'edificio era annesso alla basilica dello Spirito Santo.

## Trasporti
Il Complesso è raggiungibile tramite:
- Linea 1, stazione Dante, stazione Toledo
- Linea 2, stazione Montesanto
- Linee 584, 460, 204, 201, 184, 168, 139, N3, N7